# Erbil International Stock Market
Der Erbil International Stock Market ist eine Wertpapierbörse in Erbil, Irak. Nach ursprünglichen Plänen 2008 einen Handelsplatz zu eröffnen, wurde es immer weiter verschoben, bis sich 2025 tatsächlich ein Eröffnungsdatum andeutete.

## Geschichte
Der Geschäftsführer Yasser Saboor gab bekannt, dass die Regionalregierung Kurdistans (KRG) zusammen mit fünf Großbanken und allen regionalen Handelskammern durch Aktienkäufe in die neue Börse investiert hat. „Bislang haben 57 Unternehmen Aktien an der Erbiler Börse erworben“, fügte Saboor hinzu und wies darauf hin, dass auch Privatanleger zur Teilnahme ermutigt werden. Die Initiative zur Gründung einer Börse in Erbil wurde erstmals 2008 vorgeschlagen; die erforderlichen Lizenzen wurden 2014 erteilt. Die Eröffnung war ursprünglich für 2015 geplant, wurde jedoch aufgrund des Konflikts mit dem IS und der anschließenden Verzögerungen durch die globale Pandemie verschoben.